# Hans Trier Hansen
Hans Trier Hansen (Vallekilde, 15 maggio 1893 – Hørve, 12 settembre 1980) è stato un ginnasta danese.

## Palmarès

### Olimpiadi
- 2 medaglie:
  - 1 oro (Anversa 1920 nel concorso libero a squadre)
  - 1 argento (Stoccolma 1912 nel concorso svedese a squadre)